# Ubach over Worms
Pour les articles homonymes, voir Ubach.
Ubach over Worms est une ancienne commune néerlandaise du Limbourg néerlandais.
Ubach over Worms était composé des villages de Waubach et d'Abdissenbosch et des lieux-dits de Groenstraat, de Broekhuizen et de Lauradorp.
En 1840, la commune comptait 274 maisons et 1 293 habitants, dont 534 à Waubach, 448 à Groenstraat, 52 à Broekhuizen et 63 à Nieuwenhagen (partie septentrionale).
Le 15 mars 1887, la commune de Rimburg est rattachée à Ubach over Worms.
Le 1er janvier 1982, la commune fusionne avec Schaesberg et Nieuwenhagen pour former la nouvelle commune de Landgraaf.